# Жолковская синагога
Жо́лковская синаго́га — памятник архитектуры, истории и культуры в городе Жолква (Львовская область, Украина). Это одна из наибольших синагог в Европе. Находится на улице Запорожской.

## История

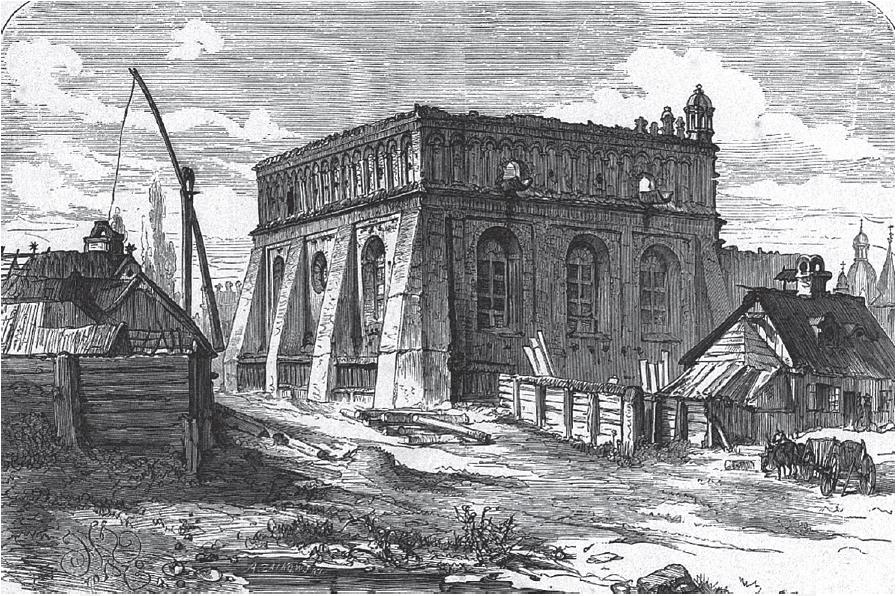
Синагога, 1870 год

Первая синагога на этом месте была построена из дерева в 1625 году, вскоре она сгорела. В 1635 году второй владелец Жолквы Станислав Данилович дал разрешение на строительство каменной синагоги. Новую синагогу начали строить только в 1692 году при содействии короля Яна ІІІ Собеского, третьего владельца Жолквы, возможно, под руководством королевского архитектора Петра Бебера. Строительство было завершено в 1698 году.
В XVIII веке к синагоге достроили западную часть и контрфорсы. После пожара 1833 года частично поврежденная синагога была восстановлена.
В 1908 году выполнена роспись интерьера. В 1935 году здание отремонтировали, а в 1936—1937 годах оштукатурили.
При немецкой оккупации в июне 1941 года синагога была подорвана, вследствие чего разрушились перекрытия и интерьер. В 1955—1956 годах её частично восстановили и до начала 1990-х лет использовали как склад.

## Архитектура
Здание представляет собой одно из наибольших в Европе оборонительных сооружений в стиле ренессанса; позднеренессансная стилистика дополнена элементами барокко. К синагоге примыкали городские стены и Еврейские ворота, а сама синагога благодаря толстым стенам с бойницами могла использоваться как башня городских укреплений, на её крыше можно было устанавливать артиллерию.
Синагога была выстроена из камня и кирпича. Объём основного зала — квадратный в плане. В центре четыре круглых столба удерживают крестовые своды, разделяя пространство зала на 9 полей. В интерьере сохранились фрагменты фриза, полихромной настенной росписи и надписей, которые воссоздают тексты Торы. На восточной стене сохраненное барочное обрамление алтарной ниши. С западной стороны к основному объёму примыкает двухэтажная галерея с тремя дверными проёмами.

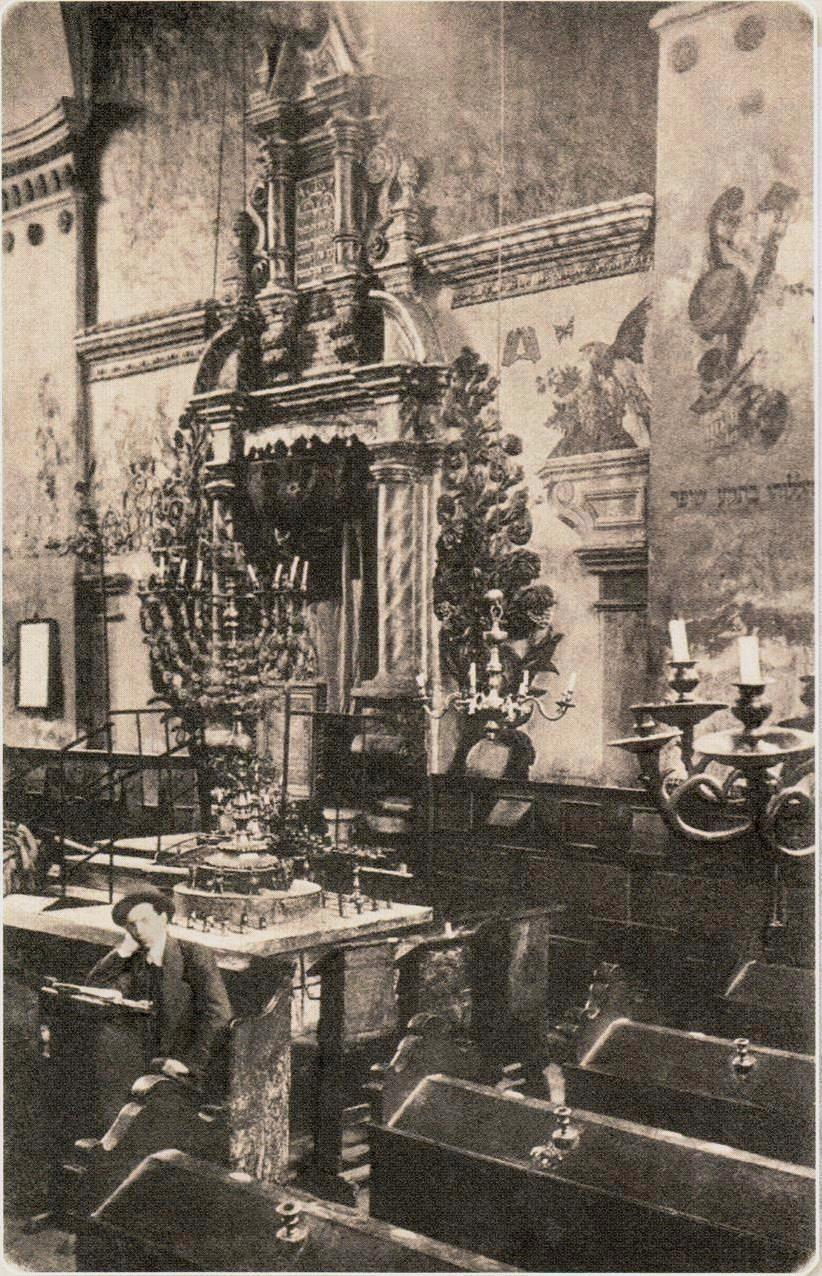
Интерьер, 1910
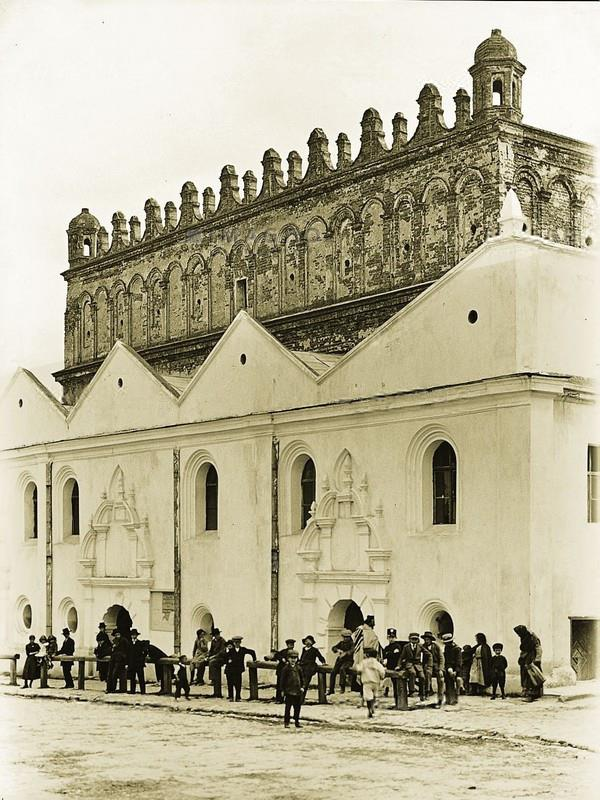
Фасад, 1900 год
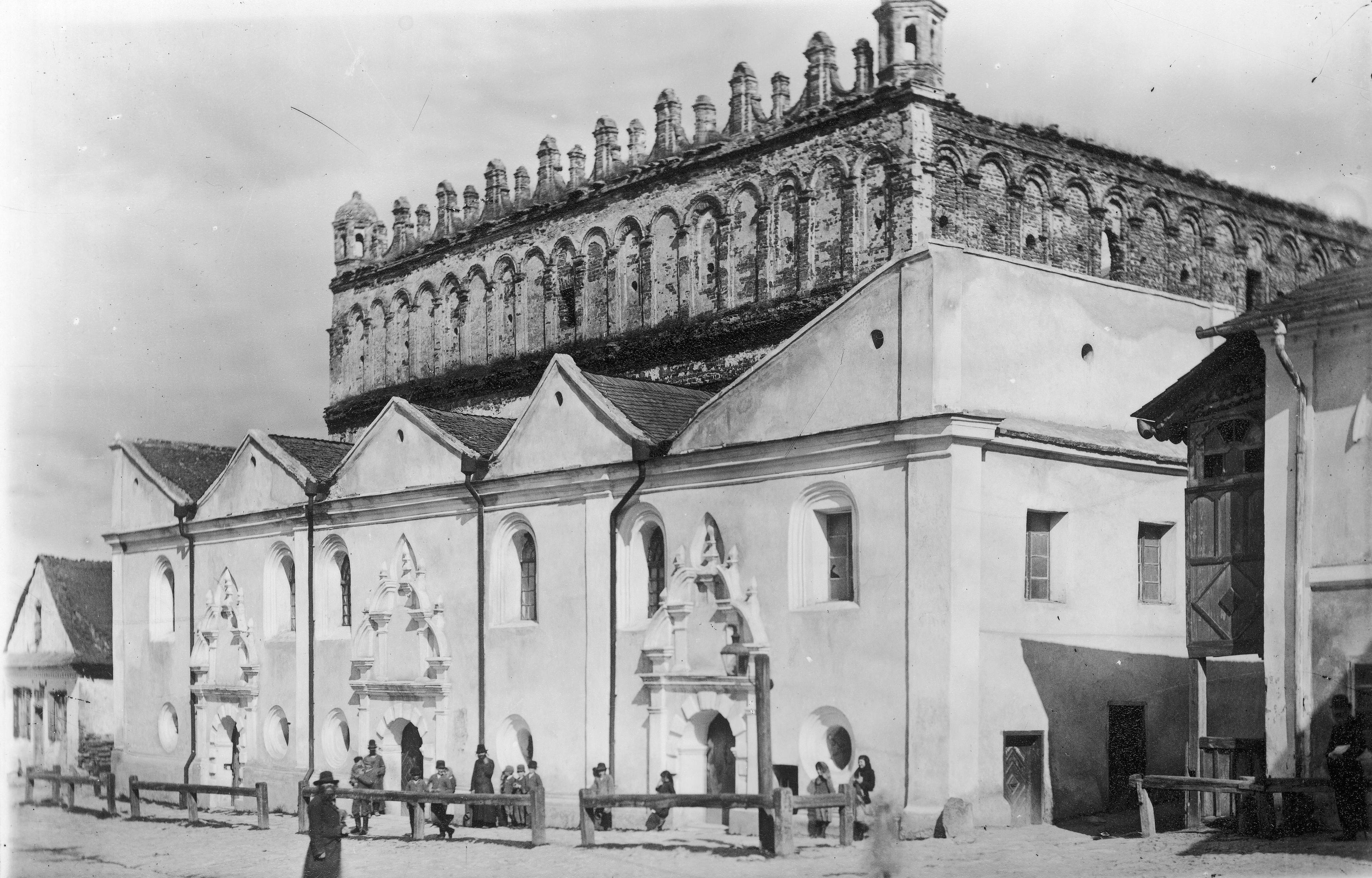
Синагога, 1925 год
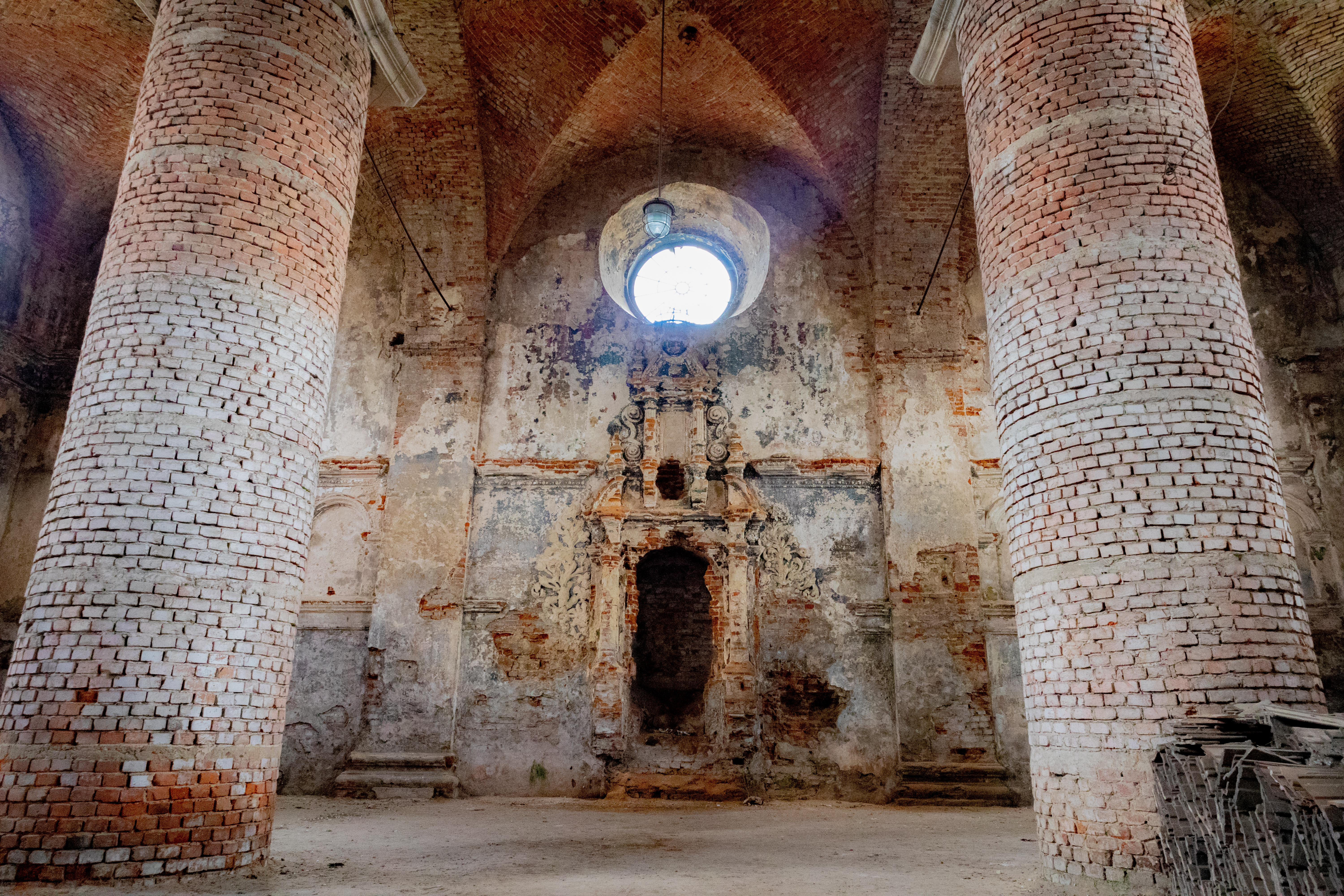
Интерьер
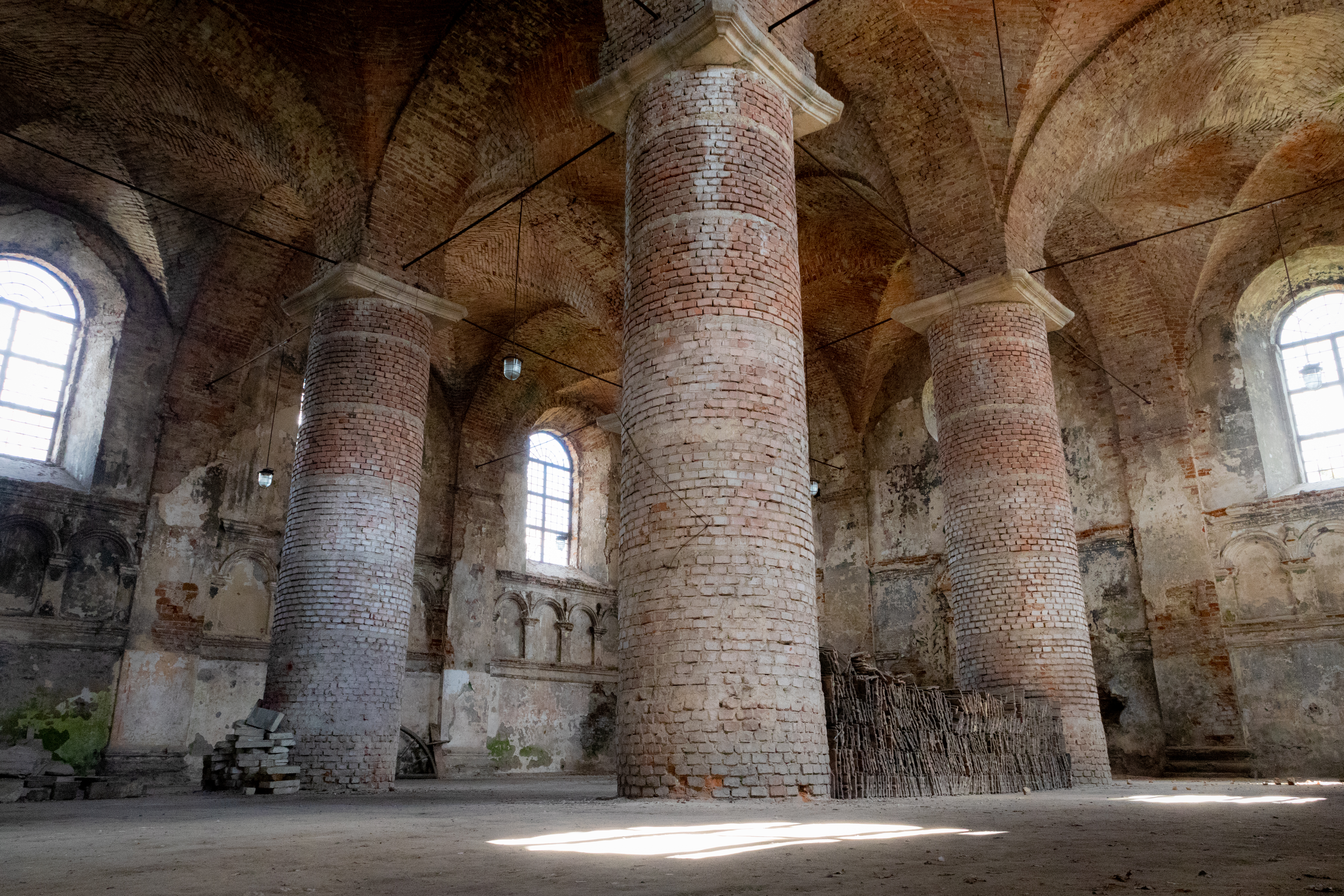
Интерьер

## Современность

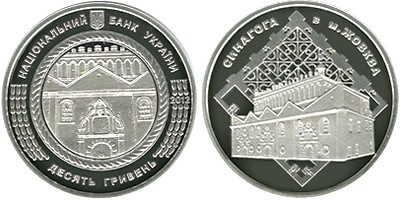
Памятная монета национального банка Украины с изображением Жолковской синагоги, выпущенная в 2012 г.

Жолковская оборонительная синагога известна во всем мире. Она занесена в список Нью-Йоркского фонда мировых памятников «100 памятников мира, которые находятся в угрожающем состоянии», благодаря чему в 2000 году началась реставрация, однако здание по-прежнему находится в неприглядном состоянии. В будущем здесь должен открыться Еврейский центр Галиции. Жолковская синагога известна также благодаря подражаниям ей; в частности, синагоги «жолковского типа» есть в Тель-Авиве.